# Samuel Chandler
Samuel Chandler (Hungerford (Berkshire), 1693-Londres, 8 mai 1766) est un théologien britannique non-conformiste.

## Biographie
Il étudie à Gloucester où il devient l'ami de Joseph Butler et de Thomas Secker puis à Leyde. Il devient Docteur des universités d'Édimbourg et de Glasgow, membre de la Société Royale de Londres (1754) et de celle des antiquaires.
Prêcheur à Peckham (1716-1726) puis curé de la Old Jewry Meeting-house, il joue un rôle de premier plan lors des controverses avec les déistes et discute avec les évêques la possibilité d'un acte de compréhension.
Il est inhumé au cimetière de Bunhill Fields.

## Œuvres
- Défense de la religion chrétienne, 1725
- Reflections on the Conduct of the Modern Deists, 1727
- The History of the Man after God's own Heart, 1760
- Histoire critique de la vie de David, 2 vol., 1766